# Tông Người
Tông Người (danh pháp khoa học: Hominini) là một tông trong Phân họ Người (Homininae) chỉ bao gồm các loài người (chi Homo), tinh tinh (chi Pan) cùng các tổ tiên đã tuyệt chủng của chúng. Các thành viên trong tông này trong khoa học được gọi là hominin (xem Hominidae và "hominid").

## Phân loại
Sự sáng tạo ra đơn vị phân loại này là kết quả của ý tưởng hiện tại cho rằng loài có các đặc điểm tương tự tối thiểu trong quá trình phát sinh loài của ba nhóm mà không thể xác định rõ trật tự tách ra thì cần phải tách ra khỏi hai loài kia ("trichotomy"). Thông qua so sánh DNA, các nhà khoa học tin rằng họ đã xác định được là sự phân tách hai chi Pan/Homo đã diễn ra vào khoảng 5 tới 7 triệu năm trước. Một điều thú vị cần lưu ý là không có các hóa thạch nào của các loài bên phía chi Pan trong sự phân tách đã được xác định; tất cả các chi tuyệt chủng đã liệt kê ở phía phải đều là tổ tiên của chi Homo, hoặc là các nhánh phát sinh ra của nó. Tuy nhiên, cả hai chi Orrorin và Sahelanthropus đã tồn tại vào khoảng cùng thời gian của sự phân chia, và vì thế chúng có thể là tổ tiên của cả người và tinh tinh ngày nay.
Trong bản đề nghị của Mann và Weiss (1996), thì tông Hominini bao gồm chi Pan cũng như chi Homo được tách thành hai phân tông. Chi Homo (và theo suy luận ra, tất cả các loài người vượn đi bằng hai chân) tự nó chỉ nằm trong phân tông Hominina, trong khi chi Pan nằm trong phân tông Panina.
|  |

- Bộ Linh trưởng Primates
  - Phân bộ Strepsirrhini
  - Phân bộ Haplorrhini:
    - Cận bộ Tarsiiformes
    - Cận bộ Simiiformes:
      - Tiểu bộ Platyrrhini
      - Tiểu bộ Khỉ mũi hẹp	Catarrhini:
        - Siêu họ Cercopithecoidea
        - Siêu họ Người Hominoidea
          - Họ Vượn Hylobatidae
          - Họ Người Hominidae:
            - Phân họ Ponginae
            - Phân họ Người Homininae
              - Tông Gorillini
              - Tông Người Hominini
                - Phân tông Panina
                - Phân tông Người Hominina

## Hình ảnh

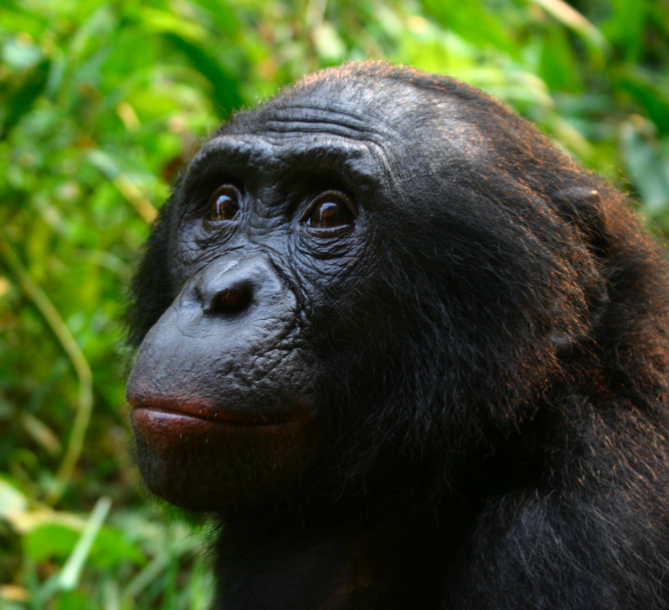
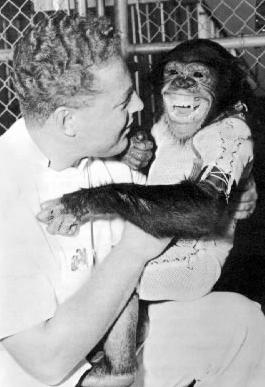